# 稲佐警察署
稲佐警察署（いなさけいさつしょ）は、かつて存在した長崎県警察が管轄する警察署の一つ。
2020年（令和2年）3月末をもって廃止され、新・長崎警察署に統合された。

## 所在地
- 長崎県長崎市弁天町18番4号

## 管轄区域
主に長崎市の西部を管轄していた。
2020年（令和2年）4月に長崎警察署に移管
- 水の浦町
- 大谷町
- 飽の浦町
- 入船町
- 秋月町
- 塩浜町

- 岩瀬道町
- 旭町
- 大鳥町
- 丸尾町
- 平戸小屋町
- 江の浦町

- 岩見町
- 春木町
- 梁川町
- 宝栄町
- 竹の久保町
- 淵町

- 稲佐町
- 光町
- 曙町
- 弁天町
- 大浜町
- 小浦町

- 福田本町
- 木鉢町一～二丁目
- 東立神町
- 西立神町
- 西泊町
- 小瀬戸町

- みなと坂一～二丁目
- 神ﾉ島町一～三丁目
- 小江町

2020年（令和2年）4月に浦上警察署に移管
- 小江原一丁目～五丁目
- 柿泊町
- 手熊町
- 上浦町
- 式見町
- 向町

- 園田町
- 牧野町
- 四杖町
- 相川町
- 見崎町

## 沿革
- 1888年（明治20年）3月30日 - 「梅香崎警察署[1]稲佐分署」が設置される。
- 1941年（昭和16年）12月8日 - 「稲佐警察署」が設置。
- 1948年（昭和23年）3月7日 - 自治体警察の発足により「長崎市警察署 稲佐派出所」となる。
- 1952年（昭和27年）8月20日 - 長崎市警察署の組織改編で、1市1署体制が1局（長崎市警察局）2署（長崎警察署・「稲佐警察署」）体制となる。
- 1954年（昭和29年）7月1日 - 警察法全面改正に伴い、自治体警察は廃止され、長崎市に4警察署が設置される。
  - 長崎警察署、大浦警察署、「稲佐警察署」（現在の組織）、浦上警察署
- 1964年（昭和39年）12月23日 - 新庁舎が完成し、移転。
- 2000年(平成12年) - 新庁舎（現庁舎）が完成。
- 2005年（平成17年） - 時津警察署 から長崎市三重地区が、大瀬戸警察署（現西海警察署）から旧外海町地区が移管される。
- 2006年（平成18年） - 時津警察署から旧琴海町地区が移管される。
- 2013年（平成23年）- 時津警察署へ三重地区、旧外海町地区、旧琴海町地区を移管。（三重地区、旧琴海町地区が再び時津警察署の管轄になる）[2]
- 2020年（令和2年）
  - 3月31日 - この日をもって業務を終了。
  - 4月1日 - 長崎警察署へ統合[3]。
  - 統合により、稲佐警察署の管轄であった飽の浦・淵・福田地区は新長崎警察署に、小江原・手熊・式見地区は浦上警察署に移管された。

## 交番
- 飽の浦交番（あくのうら、長崎市入船町）
- 淵交番（ふち、長崎市淵町3-23）- 旧梁川公園交番（やながわこうえん）、2010年（平成22年）に新築移転、名称変更。
- 福田交番（ふくだ、長崎市大浜町1605-3）
- 小江原交番（こえばる、長崎市小江原二丁目28-11）

## 駐在所
- 手熊町警察官駐在所（てぐままち、長崎市手熊町331-11）
- 式見町警察官駐在所（しきみまち、長崎市式見町200-5）

## 廃止された交番・駐在所
（　）は読み、所在地だった場所。---は廃止後に所管区が移された交番・駐在所を表す

。
- 2006年（平成18年）
  - 旭町交番（あさひ、長崎市旭町8-15）---飽の浦交番
- 2008年（平成20年）
  - 稲佐橋交番（いなさばし、長崎市稲佐町2-25）---梁川公園交番（現 淵交番）
  - 木鉢交番（きばち、長崎市木鉢2丁目228-16）---福田交番
- 2009年（平成21年）
  - 池島警察官駐在所[12]（いけしま、長崎市池島町968-4）---長崎漁港交番[13]